# Abadia de Cava
L'abadia de Cava o de la Santíssima Trinitat, formalment abadia territorial de la Santissima Trinità di Cava de' Tirreni - Abbazia territoriale di Santissima Trinità di Cava de' Tirreni (italià); Abbatia Territorialis Sanctissimae Trinitatis Cavensis (llatí) - és una abadia benedictina al terme comunal de Cava de' Tirreni i alhora una seu episcopal de l'Església catòlica, sufragània de l'arquebisbat de Salern-Campagna-Acerno, que pertany a la regió eclesiàstica de la Campània.
El 2013, tenia 8.000 batejats sobre 8.000 habitants. En 2015, està regida per l'abat benedictí Michele Petruzzelli.

## Territori
La circumscripció eclesiàstica té una única parròquia, que és la mateixa abadia. Està situada sobre un turó, a uns 400 metres sobre el nivell del mar i a uns tres kilòmetres del centre de la ciutat de Cava de' Tirreni, a poca distància de la Costiera Amalfitana i de l'Agro Nocerino Sarnese.

## Història

### 1011: La fundació
El fundador de l'Abadia de la Santíssima Trinitat de la Cava va ser sant Alferi Pappacarbone, noble salernità d'origen longobard format a l'Abadia de Cluny. En 1011, es va retirar a fer vida eremítica a una gruta, anomenada Arsicia, al pendent del mont Finestra (en l'actual territori de la ciutat de Cava de 'Tirreni). Alferi no era el primer eremita de la cova, però. L'any 988, el monjo de Montecassino Liuzio, també anomenat Lleó d'Òstia, en tornar d'un pelegrinatge a Palestina, la va habitar durant algun temps.
La fama de santedat d'Alferi va atraure molts altres que el volgueren imitar i n'esdevingueren deixebles. Alferi, cap d'aquesta comunitat, va erigir, en un pla costerut entre la cova i el riu Selano, una església de grandària considerable, i va construir a l'oest de la mateixa un petit monestir, nucli original de l'abadia actual. L'obra es va fer sobre algunes ruïnes romanes del segle i, encara parcialment visibles en el subsòl de la basílica.
En 1025, Alferi havia acabat feia poc l'església; el príncep de Salern Guaimar III i son fill Guaimar IV, amb un diploma, donaren a la nova comunitat la zona boscosa i les terres agrícoles que envoltaven la cova Arsicia entre el riu Selano i els dos rierols afluents Sassovivo i Giungolo. També atorgaren privilegis, com ara exempcions d'impostos i la lliure designació dels abats per part dels predecessors o per elecció de la mateixa comunitat.

### Segles XI-XIII: els "sants abats"
Els tres primers segles de l'abadia foren brillants; els quatre primers abats foren canonitzats (Alferi Pappacarbone, Lleó I, Pere I Pappacarbone i Costabile Gentilcore) i vuit abats més són beats (Simeó, Falcó, Marí, Benincasa, Pere II, Balsamo, Lleonard i Lleó II).
En van destacar Pere I, net d'Alferi, que va expandir la influència del monestir i va donar lloc a una poderosa congregació monàstica: l'Ordo Cavensis (Orde de Cava), amb centenars d'esglésies i monestirs dependents repartits per tot el sud d'Itàlia. La seva influència espiritual i temporal cresqué gràcies al favor dels prínceps de Salern. Durant l'abadiat de Pere, ingressaren en la congregació més de 3.000 monjos i en 1092 l'abadia fou visitada pel papa Urbà II, que l'havia conegut a Cluny i va consagrar l'església.
Els prínceps i senyors, a més de donar finques, béns i privilegis, també donaren a l'abadia la propietat o el dret de patronat d'esglésies i monestirs. Els papes, a més de confirmar les donacions, concediren a l'abadia el privilegi d'exempció. D'aquesta manera, l'abat de Cava de' Tirreni va arribar a tenir una jurisdicció espiritual, depenent només del papa, sobre les terres i les esglésies que l'abadia tenia en propietat. Al seu torn, Cava esdevingué una pedra angular per als papes, que hi podien confiar completament: li encomanaren la custòdia d'alguns antipapes.

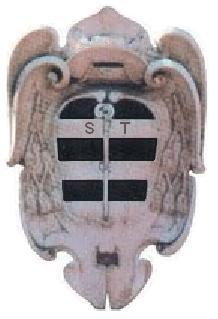
Escut sobre el portal d'ingrés de l'Abadia de SS. Trinità di Cava

### Segles XIV-XV: comanda cardenalícia
El segle xiv representa per a la comunitat un període de replegament sobre si mateixa. Van dedicar-se a la defensa i l'administració dels béns temporals i s'hi produïren belles obres d'art, però el seu impacte espiritual i social, en part per les convulsions polítiques, va disminuir molt. El 7 d'agost de 1394 el papa Bonifaci IX va donar el títol de ciutat Cava de' Tirreni, elevant-la al rang de diòcesi.
El monestir va deixar d'ésser governat per un abat i ho fou per un prior subjecte al bisbe; la comunitat de monjos va passar a formar el capítol de la catedral. El bisbe era un clergue secular que gaudia de tots els privilegis i tots els drets d'un abat regular sobre l'abadia cavenca. Residia en l'abadia, l'església de la qual va esdevenir la catedral de la nova diòcesi. En 1431, l'abat Angelotto Fosco fou elevat a la dignitat cardenalícia i va voler mantenir en comanda, rebent-ne les rendes, l'abadia i la diòcesi cavenques: començà llavors el període dels abats comendataris.
L'abadia fou tinguda en comanda durant més de setanta anys per abats que no residien habitualment al monestir, i que nomenaven vicaris generals; alguns vicaris també van rebre el títol episcopal. Entre 1457 i 1459, fou vicari general de l'abat comanador Ludovico Scarampi Niccolò Forteguerri, parent del papa Pius II, qui era fill de Vittoria Forteguerri.
En els primers anys, els vicaris es van encarregar de l'administració dels béns i milloraren la gestió de les propietats monàstiques. La majoria dels contractes agrícoles i préstecs a mitjà termini pel dret d'ús dels propis fons van ser del tipus complantandum; per això es van reduir en els últims anys algunes possessions, com el priorat de Santa Maria di Cursosimum (prop de Noja). En els anys següents, els custodis van començar a fer servir un nou tipus de contracte, pastinatio ad medietatem (una mena de subespècies de parceria), amb el qual l'abadia rebia la meitat dels fruits de la terra i que podria ésser en part pagada en efectiu. Les coses, però, no van anar millor. A causa de les dificultats que trobaven per al transport dels béns al monestir, sovint els productes bàsics eren valorats en diners. El llogater, en la majoria dels casos, pagava menys del que corresponia, ja que els comanadors no coneixien bé l'extensió de les terres arrendades. Any rere any, els ingressos del monestir van tendir a disminuir.
Es va fer una verificació rigorosa dels havers, ingressos i del cobrament de comptes, durant el període del cardenal Scarampi, presumiblement l'any 1459: es reflectí al Liber censum Cavæ, que conté un registre d'una sèrie d'actius, amb els seus ingressos anuals, situats a la vall Metelliana i classificats per zones homogènies. També es redactà el llibre del cens i els ingressos, el Primum regestrum et Inventarium domini Joannis de Aragonia, escrit per Tommaso de Lippis, comissionat i procurador del monestir sota el govern del comanador Joan d'Aragó.
Quan en 1485 el papa Innocenci VIII va fer comendatari el cardenal Oliviero Carafa, l'Abadia de la Santíssima Trinitat ja havia perdut la seva antiga glòria de virtut i santedat. Al monestir, en els priorats, parròquies i esglésies més remotes els pocs monjos restants vivien sense respecte per la regla, en total llibertat i autonomia. El cardenal Carafa va abandonar a la comanda i decidí de reformar la comunitat i tornar-la a la vida claustral regular. El 10 d'abril de 1497, una butlla del papa Alexandre VI va unir l'abadia a la Congregació de Santa Justina de Pàdua, ja reformada. Acaba així també la història de l'Orde de Cava.

### La unió contrastada de l'abadia a la Congregació de Santa Justina
Els monjos havien mantingut la jurisdicció episcopal de Cava des del temps de Bonifaci IX, però en passar a Santa Justina, s'establí que a la mort dels monjos, també se suprimís la jurisdicció del bisbat de Cava. Els monjos de la nova congregació, liderats per dom Bessarione de Xipre, del monestir de San Severino i Sossio (Nàpols), van prendre possessió de l'abadia.
L'annexió de l'abadia cavenca a la Congregació de Santa Justina fou en principi ben vista pel poble de Cava, però no volien la supressió del bisbat, ja que es va considerar perjudicial per al prestigi i els drets de l'urbs episcopalis Cavensis: el desembre de 1503, es van rebel·lar contra els monjos. El conflicte va esclatar quan l'abat Michele di Tarsia es va negar a reconèixer el compromís assumit abans per l'abat Arseni d'erigir un nou episcopat a Cava. L'abat Michele també va obtenir del papa Juli II la declaració de nul·litat de l'acord previ. El 6 de març de 1507, Dimecres de Cendra, la població de Cava, dirigida per Ferdinando Castriota, la família Longo i altres membres de la universitat, va entrar al monestir i va començar a saquejar les cel·les i els apartaments de l'abat. Els monjos es van refugiar al convent de Sant’Angelo in Grotta a Nocera Inferiore, mentre que l'església de l'abadia va ser confiada als sacerdots diocesans. El nunci apostòlic de Nàpols, el cardenal Niccolò Fieschi, després d'uns quinze dies, va confirmar els religiosos en la possessió de l'abadia i va excomunicar els cavesos.

### Segles XVI-XVIII: el renaixement
En el transcurs dels segles xvi - xviii l'abadia va ser remodelada arquitectònicament. L'abat dom Giulio De Palma va reconstruir l'església, el seminari, el noviciat, i diverses altres parts del monestir, però encara hi ha elements medievals significatius. També s'organitzaren l'important arxiu, amb prop de 15.000 pergamins des del segle viii fins al xix i la biblioteca, que conté valuosos manuscrits i incunables.

### Segles XIX-XXI: la supressió, la restauració, la redimensió territorial
La supressió napoleònica, gràcies a l'abat Don Carlo Mazzacane, va passar sense causar danys greus a l'abadia: 25 monjos van quedar per guardar el Stabilimento (que era el títol donat a l'abadia) i el Mazzacane en va ser el seu director. La restauració, després de la caiguda de Napoleó, va donar lloc a una renovació de l'esperit religiós.
Després de l'abolició de la llei de 7 juliol 1867, l'abadia va ser declarada Monument Nacional i confiada en custòdia de moment a la comunitat monàstica, salvar-se d'aquesta manera, de la ruïna a què va ser a trobar-se amb tantes altres abadies italianes il·lustres.
El 1972 el territori de l'abadia va ser reduïda per la venda del terreny de 21 parròquies de la província de Salern i d'una a la província de Potenza a l'atenció dels bisbes veïns.
L'abadia territorial es va sotmetre a una nova reestructuració el 1979, quan el seu territori es va reduir a només quatre parròquies, a més de la gestió dels santuaris de Maria Santissima Avvocata sopra Maiori, de l'Avvocatella a San Cesareo i de San Vincenzo Ferreri a Dragonea.
En virtut del decret Sanctissimae Trinitatis Cavensis de la Congregació per als Bisbes del 20 d'agost de 2012 les parròquies de les zones del Corpo di Cava i Sant Cesareo a la ciutat de Cava de' Tirreni i la fracció de Dragonea a la localitat de Vietri sul Mare van passar sota la jurisdicció de la l'arxidiòcesi d'Amalfi-Cava de 'Tirreni. El decret va ser executat el 19 de gener de 2013. Es manté a la comunitat monàstica la cura de la catedral monàstica, també el santuari de Madonna Avvocata sopra Maiori, propietat de l'abadia.

### El poder temporal de l'Abadia, feus i dependències
Des de la seva fundació fins als nostres dies l'abadia ha tingut un paper clau en els assumptes de molts centres socials civils i religiosos ubicats al sud d'Itàlia, on estenia el seu govern directe.
L'Ordo Cavensis, en l'apogeu del seu poder, tenia branques denses a Basilicata, Calàbria, Puglia, Campània i fins i tot a Roma. D'acord amb el monjo benedictí Paul Guillaume, historiador i arxiver de l'abadia al segle xix, pertanyien a l'ordre cavense menys 77 abadies, priarats 100, 20 monestirs, 10 d'obediència, 273 esglésies.
Com ordinàriament immediatament subjecta a la Santa Seu, els abats tenien jurisdicció episcopal plena sobre molts centres de Salern, Capograssi (avui part de Serramezzana), Capolicchio (ara Cannicchio part de Pollica), Casalicchio (ara Casal Velino), Castellabate, Marittima Agnone, Matonti (avui part de Laureana Cilento), Ogliastro, Perdifumo, Pertosa, Polla, Roccapiemonte, Santa Barbara (avui part de Ceraso), Santa Lucia (avui part de Sessa Cilento), San Mango, Serramezzana, Tramutola, algunes esglésies de Salern, Santa Maria de domno, Sant'Angelo a Caprullo, i sobre l'església de Sant'Angelo in Grotta de Nocera Inferiore i de San Giovanni a mar de Minori.
Els abats tenien també funcions a la vida política, social i econòmica de les comunitats controlades amb profundes repercussions en les relacions amb la població local. L'abadia, en les vastes hisendes feudals, sovint va ser assetjada en la seva gestió civil i religiosa per tant els poders fàctics com pels seus vassalls. Pel que inicialment va assenyalar a la inquietud que va marcar més d'una vegada en els últims segles les relacions entre els monjos i els seus vassalls.
Singular va ser l'antítesi relació d'amor-odi entre l'abadia i la ciutat de La Cava que, orgullosos del seu demanialità, sovint van prendre el recurs a la Cambra Reial de Sommaria per no ser assetjada pel pagament dels impostos que consideraven exorbitant i / o no degut. No va ser només el prestigi i l'orgull per oposar-se a l'abadia de la SS. Trinitat. En el fons de les qüestions que hi havia un complex d'interessos, drets, privilegis i immunitats. Tot just és necessari repetir el que s'ha dit més amunt, com una qüestió de pastures i boscos, el 6 de març de 1507, dimecres de Cendra, el cavesos es van aixecar i es va rebel·lar contra la dominació de l'abadia, van assaltar el monestir i van saquejar les cel·les dels monjos i les estances de l'abat.
El monestir fins a finals del segle xix va prendre entre els seus membres gairebé exclusivament membres de l'aristòcrata i va presumir dels apel·latius de "sagrada i real." Els abats, a més, ostentaven el títol de baró de Tramutola.

## Abaciologi
Abats
- Sant Alferi Pappacarbone † (1011 - 12 d'abril de 1050 mort)
- Sant Lleó I † (12 d'abril de 1050 - 12 de juliol de 1079 mort)
- Sant Pere I † (12 de juliol de 1079 - 4 de març de 1122 mort)
- Sant Costabile Gentilcore † (4 de març de 1122 - 17 de febrer de 1124 mort)
- Beat Simeó † (4 de març de 1124 - 16 de novembre de 1140 mort)
- Beat Falcó † (16 de novembre de 1140 - 6 de juny de 1146 mort)
- Beat Marí † (9 de juliol de 1146 - 15 de desembre de 1170 mort)
- Beat Benincasa † (31 de gener de 1171 - 10 de gener de 1194 mort)
- Ruggiero † (març de 1194 - octubre de 1194)
- Beat Pere II † (gener de 1195 - 13 de març de 1208 mort)
- Beat Balsamo † (13 de març de 1208 - 24 de novembre de 1232 mort)
- Beat Lleonard † (13 de desembre de 1232 - 18 d'agost de 1255 mort)
- Tommaso † (18 d'agost de 1255 - 24 de març de 1264 mort)
- Giacomo † (d'abril de 1264 - 1 de juliol de 1266 deposat)
- Amico o Americo † (juliol de 1266 - 23 de gener de 1268 mort)
- Beat Lleó II † (25 de gener de 1268 - 19 d'agost de 1295 mort)
- Rainaldo † (25 d'agost de 1295 - 10 de setembre de 1300 renuncià)
- Roberto † (10 de gener de 1301 - 20 d'octubre de 1311 mort)
- Bernardo † (novembre de 1311 - novembre de 1316 renuncià)
- Filippo De Haya † (desembre de 1316 - desembre de 1331 mort)
- Gottardo † (gener de 1332 - setembre de 1341 mort)
- Mainerio † (2 d'octubre de 1340 - setembre de 1366 mort)
- Golferio † (setembre de 1366 - gener de 1374 mort)
- Antonio † (febrer de 1374 - 1383 mort)
  - Pietro † (1379 - 1379 deposat)
  - Riccardo de Ruggiero † (1379 - 1383) (administrador regent)
- Ligorio Maiorino † (1383 - 7 d'agost de 1394 nomenat arquebisbe de Salern)

Bisbes de Cava i abats de la Santissima Trinità
- Francesco d'Aiello † (13 d'agost de 1394 - 30 de desembre de 1407 nomenat bisbe de Todi)
- Francesco Mormile † (30 de desembre de 1407 - 1419 mort)
- Sagace dei Conti (Comitibus) † (13 de novembre de 1419 - 4 de febrer de 1426 nomenat bisbe de Carpentras)
- Angelotto Fosco † (22 de maig de 1426 - 12 de setembre de 1444 mort) (dal 1431 abat commendatari)
- Ludovico Scarampi † (13 de setembre de 1444 - 22 de març de 1465 mort) (abat commendatari)
- Joan de Nàpols † (1465 - 17 d'octubre de 1485 mort) (abat commendatari)
- Oliviero Carafa † (1485 - 15 d'abril de 1497 renuncià) (abat commendatari)

Abats territorials
- Arsenio da Terracina † (1497 - 1498)
- Paolo da Milano † (1498 - 1499)
- Giustino da Taderico-Harbès † (1499 - 1501)
- Vincenzo De Riso † (1501 - 1503)
- Giustino da Taderico-Harbès † (1503 - 1504) (per segona vegada)
- Michele Tarsia † (1504 - 1506)
- Benedetto da Vicenza † (1506 - 1507)
- Paolo da Milano † (1507 - 1511) (per segona vegada)
- Crisostomo D'Alessandro † (1511 - 1517)
- Gerolamo da Lodi † (1517 - 1518)
- Vincenzo Capriano † (1518 - 1519)
- Luca da Vercelli † (1520 - 1521)
- Crisostomo D'Alessandro † (1521 - 1522) (per segona vegada)
- Luca da Vercelli † (1522 - 1523) (per segona vegada)
- Giulio Lomellino † (1523 - 1524)
- Ilario de Rhodobio † (1524 - 1528)
- Gerolamo Guevara † (1528 - 1533)
- Andrea de Miro † (1533 - 1535)
- Zaccaria Bagarotti † (1535 - 1536)
- Gerolamo Guevara † (1536 - 1538) (per segona vegada)
- Giovanni Evangelista de Rasponis † (1538 - 1539)
- Andrea de Miro † (1539 - 1540) (per segona vegada)
- Gerolamo Guevara † (1540 - 1543) (per tercera vegada)
- Sigismondo de Hippolytis † (1543 - 1544)
- Nicola de Punzo † (1544 - 1549)
- Pellegrino Dell'Erre[4] † (1549 - 1550)
- Gerolamo Guevara[4] † (1550 - 1552) (per quarta vegada)
- Angelo de Faggiis detto il Sangrino † (1552 - 1555)
- Bernardo d'Adamo † (1555 - 1560)
- Bernardo de Jadra † (1560 - 1563)
- Bernardo d'Adamo † (1563 - 1565) (per segona vegada)
- Adriano da Napoli † (1565 - 1567)
- Dieudonné dalla Valtellina † (1567 - 1568)
- Desiderio de Hippolytis † (1568 - 1570)
- Bernardo d'Adamo † (1570 - 1571) (per tercera vegada)
- Gerolamo Caracciolo † (1571 - 1572)
- Bernardo Ferraiolo † (1572 - 1573)
- Filippo Scannasorice † (1573 - 1574)
- Desiderio de Hyppolitis † (1574 - 1575) (per segona vegada)
- Angelo de Faggiis detto il Sangrino † (1575 - 1575) (per segona vegada)
- Desiderio de Hyppolitis † (1575 - 1577) (per tercera vegada)
- Eleuterio da Belluno † (1577 - 1578)
- Pietro Paolo Canosi † (1578 - 1578)
- Nicola Raccagnasco † (1578 - 1582)
- Filippo Scannasorice † (1582 - 1586) (per segona vegada)
- Michele Abriani † (1586 - 1586)
- Tiburcio da Bressanone † (1586 - 1588)
- Vittorino Manso † (1588 - 1592)
- Teofilo da Mantova † (maig de 1592 - 26 de novembre de 1592)
- Ambrogio Rastellini † (maig de 1593 - 1597)
- Zaccaria Eusebio † (1597 - 1598)
- Ilario di Busseto † (1598 - 1600)
- Gregorio Casamatta † (1600 - 1602)
- Alfonso Villagaut † (1602 - 1603)
- Ignazio de Turturicio † (1603 - 1603)
- Alessandro de Pochipannis † (1603 - 1606)
- Bernardo Serafini † (1606 - 1606)
- Lorenzo Pacifico † (1606 - 1611)
- Alessandro Ridolfi † (1611 - 1613)
- Fabiano de Lena † (1613 - 1615)
- Severino Pagano † (1615 - 1616)
- Ignazio Coppola † (1617 - 1621)
- Pietro Paolo de Mauro † (1621 - 1622)
- Giuseppe Volpicella † (1622 - 1627)
- Angelo Grassi † (1627 - 1630)
- Giulio Vecchioni † (1630 - 1633)
- Silvestro Civitella † (1634 - 1636)
- Severino de Fusco † (1636 - 1640)
- Gregorio Lottieri † (1640 - 1642)
- Vittorino Scherillo † (1642 - 1646)
- Giuseppe Lomellino † (1646 - 1651)
- Ignazio Bartilotti † (1652 - 1655)
- Flaminio Altomari † (1655 - 1661)
- Tommaso Cesarano † (1661 - 1662)
  - Giuseppe Pino † (1662 - 1663) (prior)[5]
- Mauro Cesarini † (1663 - 1665)[6]
- Onorato Scaramuzza † (1665 - 1667)
- Severino Melazzo † (1667 - 1668)
- Gregorio Ricciardetto † (1668 - 1670)
- Severino Boccia † (1671 - 1677)
- Agostino de Amicis † (1677 - 1683)
- Domenico de Quadra † (1683 - 1684)
- Giovita Messina † (1684 - 1690)
- Bernardo Pasca † (1690 - 1696)
- Luigi de Bonis † (1696 - 1698)
- Arcangelo Ragosa † (1699 - 1705)
- Giacomo Perez Navarrete † (1705 - 1711)
- Placido de Balzo dei duchi di Caprigliano † (1711 - 1716)
- Giovanni Battista Pennese † (1716 - 1723)
- Massimo Albrizi † (1723 - 1729)
- Filippo Maria de Pace † (1729 - 1735)
- Placido de Puzzo † (1735 - 1740)
- Benedetto Maria d'Ambrosio † (1740 - 1745)
- Filippo Maria de Pace † (1745 - 1749)
- Bernardo Odierna † (1750 - 1756)
- Giulio Andrea de Palma † (1756 - 1763)
- Pietro Maria Bersanti † (1763 - 1765)
- Angelo Maria de Rossi † (1765 - 1768)
- Isidoro del Tufo † (1768 - 1772)
- Alferio Gaetano Dattilo † (1772 - 1778)
- Tiberio Ortiz † (1778 - 1781)
- Raffaele Pasca † (1781 - 1787)
- Alferio Mirano † (1788 - 1792)
- Tommaso Capomazza † (1793 - 1801)
- Carlo Mazzacane di Omignano † (1801 - 1824)
- Giulio Maria d'Amato † (1824 - 1828)
- Luigi Bovio † (1828 - 1829)
- Eugenio Maria Villaraut † (1829 - 1833)
- Giuseppe Cavaselice † (1833 - 1840)
- Luigi Marincola † (1840 - 1844)
- Pietro Candida † (1844 - 1849)
- Onofrio Granata † (1850 - 1858)
- Giuseppe Frisari † (1858 - 1859)
- Giulio de Ruggiero † (1859 - 1878)
- Michele Morcaldi † (27 d'agost de 1878 - 1894 mort)
- Benedetto Bonazzi † (20 de desembre de 1894 - 9 de juny de 1902 nomenat arquebisbe de Benevent)
- Silvano de Stefano † (1902 - 1908 mort)
- Angelo Maria Ettinger † (4 de febrer de 1910 - 1918 mort)
- Giuseppe Placido Maria Nicolini † (18 d'agost de 1919 - 22 de juny de 1928 nomenat bisbe de Assís)
- Ildefonso Rea † (22 de febrer de 1929 - 21 de novembre de 1945 nomenat abat de Montecassino)
- Mauro De Caro † (21 de març de 1946 - 18 de maig de 1956 mort)
- Fausto Mezza † (21 d'octubre de 1956 - 1967 mort)
- Eugenio De Palma † (1967 - 1969)
- Michele Alfredo Marra † (15 d'octubre de 1969 - 16 de novembre de 1992 jubilat)
  - Sede vacante (1992-1995)
- Benedetto Maria Salvatore Chianetta (20 de maig de 1995 - 23 d'octubre de 2010 renuncià)
  - Giordano Rota (23 d'octubre de 2010 - 1 de juliol de 2013) (administrador apostòlic)
  - Leone Morinelli (1 de juliol de 2013 - 14 de desembre de 2013) (administrador apostòlic)
- Michele Petruzzelli, des del 14 de desembre de 2013

## Demografia
A finals del 2013, la diòcesi tenia 8.000 batejats sobre una població de 8.000 persones, equivalent 100,0% del total.
| any  | població | població | població | sacerdots | sacerdots       | sacerdots       | sacerdots             | diaques | religiosos | religiosos | parroquies |
| ---- | -------- | -------- | -------- | --------- | --------------- | --------------- | --------------------- | ------- | ---------- | ---------- | ---------- |
| any  | batejats | total    | %        | total     | clergat secular | clergat regular | batejats por sacerdot | diaques | homes      | dones      |            |
| 1950 | 21.000   | 21.100   | 99,5     | 57        | 27              | 30              | 368                   |         | 35         | 34         | 17         |
| 1970 | 25.000   | 25.000   | 100,0    | 47        | 23              | 24              | 531                   |         | 32         | 70         | 23         |
| 1999 | 5.000    | 5.000    | 100,0    | 15        | -               | 15              | 333                   |         | 21         | 3          | 4          |
| 2000 | 5.000    | 5.000    | 100,0    | 16        | -               | 16              | 312                   |         | 21         | 9          | 4          |
| 2001 | 5.000    | 5.000    | 100,0    | 18        | 1               | 17              | 277                   | 1       | 23         | 9          | 4          |
| 2002 | 6.500    | 6.500    | 100,0    | 15        | -               | 15              | 433                   | 1       | 23         | 15         | 4          |
| 2003 | 7.000    | 7.000    | 100,0    | 17        | 2               | 15              | 411                   | 1       | 22         | 15         | 4          |
| 2004 | 7.200    | 7.200    | 100,0    | 17        | 2               | 15              | 423                   | 1       | 21         | 15         | 4          |
| 2013 | 8.000    | 8.000    | 100,0    | 4         | 1               | 3               | 2.000                 | 1       | 12         |            | 4          |

## Béns culturals
Durant els segles de la seva història, l'abadia s'ha enriquit amb moltes obres d'art d'èpoques diverses: edificis, frescos, mosaics, sarcòfags, escultures, quadres, codis amb miniatures i objectes preciosos. En particular:
- la basílica, construïda al segle xi per l'abat sant Pietro Pappacarbone i consagrada pel Papa Urbà II el 5 de setembre de 1092, va ser totalment reconstruïda al segle xviii sobre disseny de Giovanni del Gaizo. De l'antiga basílica resten l'ambó cosmatesc del segle xii i la capella dels Sants Pares, restaurada i revestida de marbres policromats el 1641
- les capelles de l'antiga basílica, que mantenen el frontal de marbre del segle xi, les escultures de Tino Camaino i el sòl enrajolat del segle XV
- el claustre del segle xiii, que es troba sota de la roca que treu el cap sobre columnes bessones de diferents marbres amb capitells romànics i arcs de ferradura
- la sala capitular al costat del claustre, gòtica, del segle xiii, que acull sarcòfags i frescos de diferents èpoques
- el cementiri longobard, una cripta del segle xii sobre columnes dels segles ix-X i pilars cilíndrics en l'obra, d'efecte molt impressionant i la capella de S. Germano del 1280.
- el capítol, una habitació amb diferents elements: l'esquena de fusta de 1540, frescos a les parets de 1642, les rajoles del sòl en majòlica de 1777, el límit màxim de 1940 pintat pel monkp dom Raffaele Stramondo.

### L'Arxiu Abacial
El naixement de l'arxiu de l'abadia cavense es remunta al 1025, quan el príncep Guaimar III de Salern i el seu fill Guaimar IV, concediren amb un diploma a sant'Alferio, propietat de la vova Arsicia amb el territori circumdant. A partir d'aquest moment va començar la col·lecció de diplomes, butlles, privilegis, donacions i llegats testamentaris encara custodiats.
Fins al segle xvi les actes de l'abadia no es trobaven fàcilment a l'arxiu. No hi ha un inventari preparat d'una manera orgànica que permetés l'accés immediat al document desitjat. Fins al segle xvi, l'estructura de l'arxiu segueix sent un misteri fins que va arribar la necessitat de posar en ordre sistemàticament els documents.
La primera ordenació va ser executada amb la catalogació d'acord amb criteris topogràfics terres. Feus i beneficis diversos. Cal recordar l'obra encarregada per l'abat Manso i realitzada en gran part pel napolità dom Agostino Venieri que, durant el govern de l'abadia d'Ambrogio Rastellini Puppio, va reorganitzar la sèrie Arxiu posant tota la col·lecció de 120 arques dividits per topografia i toponàstica. En aquest període era un visitant freqüent de l'arxiu l'historiador Giovanni Antonio Summonte, autor de la "Histoira della Città e Regno di Napoli".
Es necessitava una nova reorganització i es va iniciar durant l'abaciat de don Tiberio Ortiz al voltant de l'any 1779, continuant sota el govern de l'abat dom Raffaele Pasca que també volia la remodelació de les sales de l'arxiu. La reorganització va ser continuada per Salvatore Maria Di Blasi i Emanuele Caputo, que va tenir en compte les noves tècniques arxivístiques que es van anar difonent en diversos països europeus. En 1808 l'arxiu de l'abadia es va salvar del desmembrament, tot i el decret de Joaquim Murat, de 22 de desembre, que estableia a Nàpols el Gran Arxiu del Regne. No obstant això el decret va establir que els arxius de les abadies de Montecassino, Cava i Montevergine van seguir existint i fent créixer les biblioteques i arxius que posseïen.
Després de la restauració borbònica, l'arxiu cavense, es va sotmetre diverses vegades per a les inspeccions dels supervisors, enviats pel Ministeri de l'Interior, que va traslladar algunes observacions sobre l'organització de l'arxiu; això no va resultar benvingut pels monjos cavenses i va provocar un llarg debat entre el Ministeri de l'Interior i l'abat Mazzacane que en 1824 va optar per renunciar al seu càrrec.
L'arxiu quedà momentàniament a càrrec de Gabriele Moccaldi i després al nou arxiver, el sicilià Ignazio Rossi. Va tornar a les relacions normals entre l'abadia i el ministeri quan, d'acord amb la llei de 1818, d'acord amb el model del gran Arxiu napolitana, Ignazio Rossi en 1839 va proposar, al superintendent general Antonio Spinelli, un nou projecte per a la formació del general Arxiu cavenc.
Els anys següents, marcats per l'agitació política, van registrar una disminució temporal d'interès per a l'arxiu cavense fins que, amb la supressió de 1866, l'abadia de Cava va ser declarada monument nacional.
El 1873 es va publicar el primer volum del Codex diplomaticus Cavensis, projecte que preveu la publicació completa del material d'arxiu. Interromput en 1893, amb les impressions del vuitè volum, el projecte s'ha reprès al voltant d'un segle després, el 1984, quan va veure la llum el novè volum, seguit del desè en 1990. El període cronològic cobert pels primers deu volums que van des 792 a 1080. El 2011, estan en preparació l'onzè i el dotzè, que cobriran el període 1081-1090.

### Col·legi i escola
El 1867 s'instituí el col·legi San Benedetto i l'escola. Es començà amb el liceu clàssic, aparellat a l'escola governativa el 1894. A aquest el seguí el liceu científic, el mitjà inferior i els darrers cursos d'elemental.
A més del col·legi, les escoles es van obrir en semiconvictori (estudiants que estan estudiant i tenen el dinar a la tarda a les sales especials amb l'ajuda de professors) i externs(només assistir a les escoles). Des de 1985, l'assistència a les classes també estava obert a estudiants de sexe femení.
El col·legi i l'escola han patit la crisi de l'escola catòlica italiana i així, després de gairebé un segle i mig d'història, el 1992 l'escola elemental va haver de tancar, successivament el 1994 tancà l'escola mitjana, el 2002 el col·legi i el liceu clàssic el 2003. Finalment, el 2005 es va tancar també el liceu científic.